# Thématique de l'œuvre de Fiodor Dostoïesvki

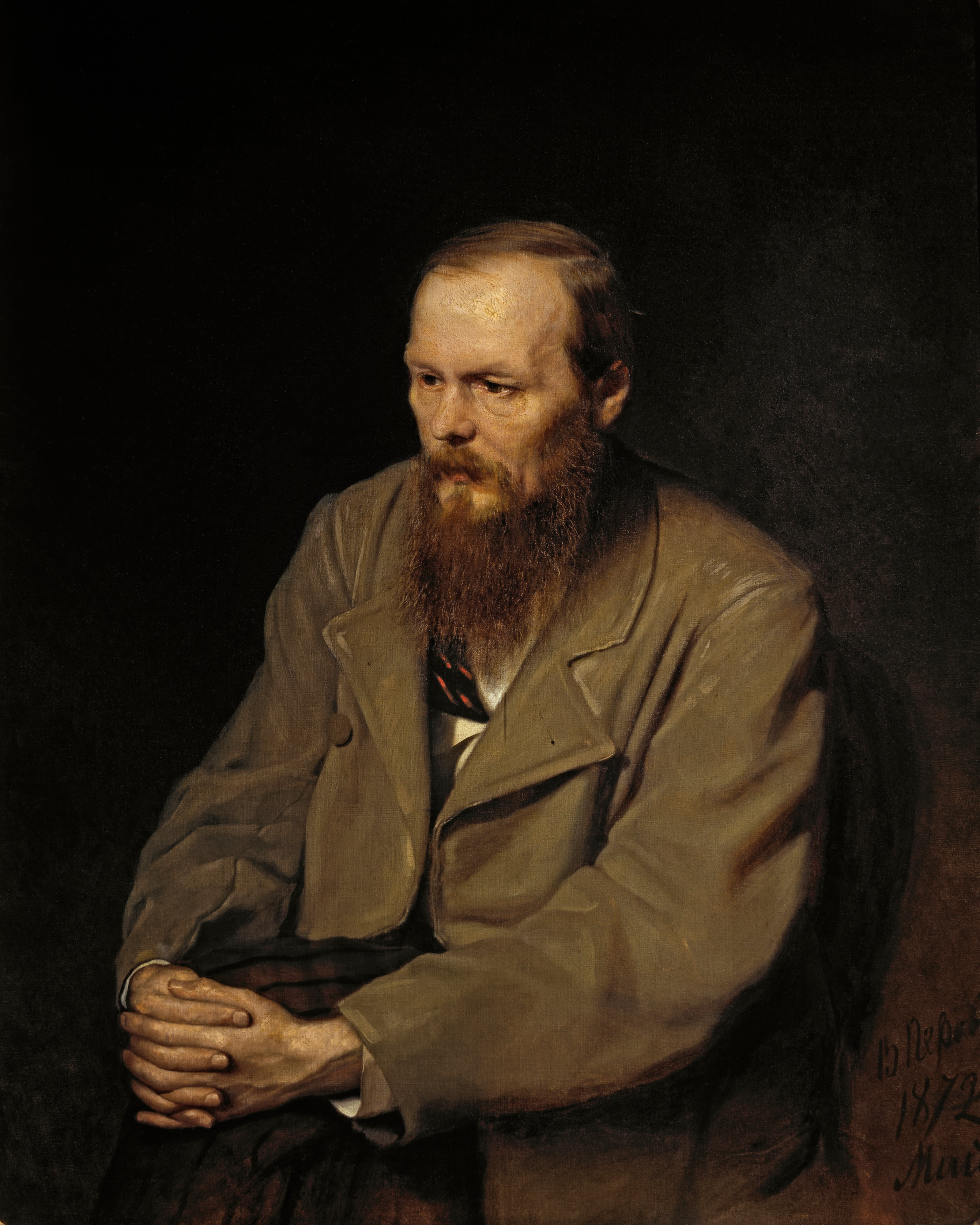
Portrait de Fiodor Dostoïevski par Vasily Perov (1872).

Les thèmes abordés dans l'œuvre de l'écrivain russe Fiodor Dostoïevski, qui se composent de romans, de nouvelles, essais, romans épistolaires, poésies, roman d'espionnage et suspense, ont trait au suicide, à la pauvreté, à la condition humaine et à la moralité. Dostoïevski est profondément chrétien orthodoxe et les thèmes religieux parcourent l'ensemble de ses œuvres, en particulier celles écrites après sa sortie de prison en 1854. Ses premières œuvres mettent l'accent sur le réalisme et le naturalisme, ainsi que des questions sociales telles que les rapports entre classes économiques.
Des éléments de fiction gothique, de romantisme ou de satire peuvent aussi être trouvés dans ses écrits. Dostoïevski est « un explorateur d'idées », grandement affecté par les événements sociopolitiques survenus de son vivant. Après sa sortie de prison, son style d'écriture s'est éloigné de ce que Apollon Grigoriev nomme le « naturalisme sentimental » de ses œuvres antérieures, et s'est davantage préoccupé de la dramatisation de thèmes psychologiques et philosophiques.

## Thèmes et style

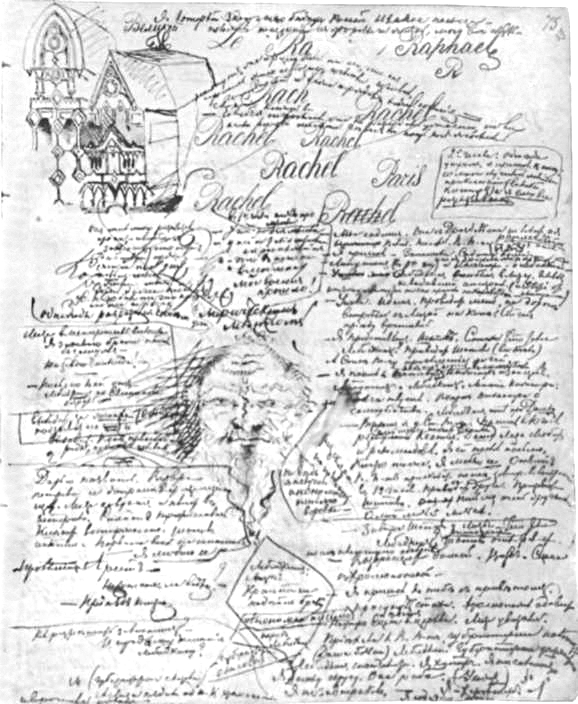
Manuscript des Démons

Bien que parfois décrit comme un réaliste littéraire, caractérisé par la représentation de la vie contemporaine dans sa réalité quotidienne, Dostoïevski se considérait comme un « réaliste fantastique ». Selon Léonid Grossman, Dostoïevski veut « introduire l'extraordinaire au plus profond du commun, fusionner... le sublime avec le grotesque, et pousser les images et les phénomènes de la réalité quotidienne jusqu'aux limites du fantastique ». Dostoïevski approche des problèmes philosophiques et sociaux par les techniques du roman d'aventures comme moyen de « tester l'idée et l'homme de l'idée ». Les personnages sont réunis dans des situations extraordinaires pour provoquer et mesurer les idées philosophiques qui les domines. Pour Mikhaïl Bakhtine, « l'idée » est au cœur de la poétique de Dostoïevski, qui invente alors le roman polyphonique, dans lequel de multiples « idées-voix » coexistent et se concurrencent. C'est cela, selon Bakhtine, qui a rendu possible la coexistence de genres distincts au sein d'un tout.
Selon son ami le critique Nikolaï Strakhov, Dostoïevski a « toute son attention dirigée vers les gens, et il ne saisit que leur nature et leur caractère » ; il est « intéressé par les gens, les gens exclusivement, avec leur état d'âme, avec la façon dont ils vivent, leurs sentiments et leurs pensées ». Le philosophe Nicolas Berdiaev dit de l'écrivain « n'est pas un artiste réaliste, il est un expérimentateur, un créateur d'une métaphysique expérimentale de la nature humaine. Ses personnages vivent dans un monde illimité et irréaliste. » Ainsi, Dostoïevski révèle une nouvelle science mystique de l'homme.

Les œuvres de Dostoïevski explorent des motifs irrationnels et sombres, les rêves, les émotions et les visions. Son inspiration gothique peut être remonté à sa lecture des œuvres de Radcliffe, Balzac, Hoffmann, Charles Maturin et Soulié. Parmi ses premières œuvres gothiques figurait « La Logeuse ». Le violon démoniaque du beau-père et le mystérieux vendeur dans Nétotchka Nezvanova sont de type gothique. D'autres aspects du même genre peuvent être trouvés dans Crime et Châtiment, par exemple les pièces sombres et lugubres et le personnage méphistophélien de Raskolnikov, et dans les descriptions de Nastassia Filippovna dans L'Idiot et Catherine Ivanovna dans Les Frères Karamazov.
L'utilisation de l'espace et du temps par Dostoïevski est analysée par le philologue Vladimir Toporov. Toporov relève l'atmosphère de tension à la lecture de Crime et Châtiment, qui est renforcée par la répétition de mot spécifique, comme « vdrug » (soudain) qui apparaît 560 fois dans l'édition russe. Les œuvres de Dostoïevski font usage de nombres précis (« à deux pas... », « deux routes à droite »), ainsi que des quantités hautes et arrondies (100, 1000, 10000). Des critiques, tels que Donald Fanger et Roman Katsman donnent un nom à ces éléments : la mythopoéique (en).
Le suicide est un thème récurrent des écrits de Dostoïevski. Les années 1860 et 1880 sont marquées par une période de suicides en Russie, et de nombreux auteurs russes contemporains ont écrit sur le suicide. Les suicidés et les meurtriers de Dostoïevski sont la plupart de temps incroyants ou tendent vers l'incrédulité : Rodion Raskolnikov dans Crime et Châtiment, Hippolyte dans L'Idiot, Kirilov et Stavroguine dans Les Démons, et Ivan Karamazov et Pavel Smerdiakov dans Les Frères Karamazov. L'incrédulité en Dieu, l'immortalité, et l'influence de philosophies contemporaines telles que le positivisme et le matérialisme sont des facteurs notables du développement des tendances suicidaires des personnages. Or la croyance en Dieu et en l'immortalité sont sentis nécessaire à l'existence humaine pour l'écrivain,.

### Premiers écrits

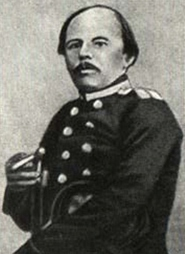
Dostoïevski, en 1859.

Les traductions  d'Eugénie Grandet de Balzac et de La Dernière Aldini de Sand diffèrent des traductions standards. Sa traduction du roman de Balzac est ponctuée d'omission et de paraphrases, peut-être dues à sa connaissance rudimentaire du français ou de sa précipitation. Il utilise un registre littéraire sombre, comme « lugubre » traduisant « pâle » ou « froid », et des adjectifs sensationnels, comme « horrible » et « mystérieux ». La traduction de La dernière Aldini ne fut jamais achevée car une autre traduction avait été publié en 1837. Il abandonna également son travaille sur Mathilde d'Eugène Sue faute de fonds suffisants.
Le premier roman de Dostoïevski, Les Pauvres Gens est un roman épistolaire dépeignant la relation entre le vieux fonctionnaire Macaire Diévouchkine et la jeune couturière Varvara Dobroselova, une parente éloignée. Leur correspondance révèle l'adoration tendre et sentimentale de Diévouchkine pour Varvara alors qu'ils sont aux prises avec les problèmes déroutants et parfois déchirants que leur impose leur humble position sociale. Le roman fut un succès, décrit comme « le premier roman social de Russie » par Vissarion Belinsky, pour sa représentation sympathique des personnes pauvres et opprimées. L'œuvre suivante de Dostoïevski, Le Double, est opposée à la fois par sa forme et par son style aux Pauvres Gens. Contrairement au premier roman, Le Double n'a pas été bien reçu par la critique, qui a pointé sa logorrhée et la structure complexe,.
Les nouvelles que Dostoïevski a écrites avant son emprisonnement explorent des thèmes similaires aux Pauvres Gens et au Double. Le narrateur des Les Nuits blanches, un jeune homme souffrant de solitude, rencontre une jeune femme et en tombe amoureux est empreint d'un riche répertoire  musical, d'ironie, et d'un « pathétique chaleureux ». Les trois premières parties de son roman inachevé Nétotchka Nezvanova racontent les épreuves et les tribulations de Nétotchka, belle-fille d'un violoniste, tandis que dans Un sapin de Noël et un mariage, Dostoïevski passe à la satire sociale.

### Maturité
Après sa sortie de prison, Dostoïevski s'est davantage préoccupé d'élucider des thèmes psychologiques et philosophiques ; son style littéraire s'éloigne du « naturalisme sentimental » que l'on retrouve dans ses premiers romans. Bien qu'il ait passé quatre ans en prison dans des conditions éprouvantes, il tire deux œuvres humoristiques : la nouvelle Le Rêve de l'oncle et le roman Le Bourg de Stépantchikovo et sa population. Souvenirs de la maison des morts est la description — quoique romancée des quatre années que Dostoïevski passa au bagne d'Omsk, et traite des thèmes religieux. Des personnages des trois religions abrahamiques — le judaïsme, l'islam et le christianisme — y apparaissent, et bien que le personnage juif Isay Fomich et les personnages affiliés à l'Église orthodoxe orientale et aux vieux croyants soient représentés en mal, les musulmans Nurra et Aley du Daghestan sont représentés en bien. Aley est ensuite éduqué en lisant la Bible et montre une fascination pour le message altruiste du Sermon sur la montagne du Christ, qu'il considère comme la philosophie idéale.
Le roman Les Carnets du sous-sol, écrit en partie en prison, est son premier livre laïque. Dostoïevski insiste plus tard sur sa réticence à supprimer les thèmes religieux du livre.
Le chercheur Victor Terras (es) émet l'hypothèse que l'inquiétude de Dostoïevski envers les opprimés après Les Carnets est « motivée moins par la compassion que par une curiosité malsaine pour les recoins les plus sombres de la psyché humaine [...], que par un esprit pervers attirée pour les états malades de l'esprit humain [...], par le plaisir sadique d'observer la souffrance humaine ». Humiliés et offensés est également laïque ; ce n'est qu'à la fin des années 1860, à partir de la publication de Crime et Châtiment, que les thèmes religieux de Dostoïevski refont surface.
Les ouvrages publiés par Dostoïevski dans les années 1870 explorent la capacité de manipulation de l’être humain. Les nouvelles Le mari éternel et La douce décrivent la relation entre un homme et une femme mariés, le premier relatant la manipulation d'un mari par sa femme ; le second la réciproque. Le Rêve d'un homme ridicule élève le thème de la manipulation de l'individu à un niveau métaphysique. Le philosophe Strakhov décrit Dostoïevski comme « un grand penseur et visionnaire... un dialecticien de génie, l'un des plus grands métaphysiciens de Russie. ».

### Philosophie
Dostoïevski n'a pas été le fondateur de son propre système philosophique complet du point de vue de l'approche formelle de celui-ci par la philosophie occidentale (allemande). Il n'a pas eu de formation spécialisée en la matière et a choisi la littérature comme champ d'action dans sa vie. Il n'en reste pas moins que l'œuvre de cet écrivain et publiciste contient les idées fondamentales de la philosophie russe classique qui s'est formée dans la seconde moitié du XIXe siècle. Le philosophe russe Mikhaïl Masline écrit : « La vision du monde de Dostoïevski est de type existentialiste, une philosophie de l'existence humaine ».
Les œuvres de Dostoïevski étaient souvent qualifiées de « philosophiques », bien qu'il ne se considère pas philosophe et même « faible en philosophie ». Selon Strakhov, « Fiodor Mikhaïlovitch aime les questions portant sur l'essence des choses et les limites de la connaissance. » Son ami proche, le philosophe et théologien Vladimir Soloviev, estime que Dostoïevski est « plus un sage et un artiste qu'un penseur logique et cohérent ». Son irrationalisme est étudié dans Irrational Man: A Study in Existential Philosophy de William Barrett et dans Existentialism from Dostoevsky to Sartre de Walter Kaufmann.